# Gebiete zwischen Bisingen, Haigerloch und Rosenfeld

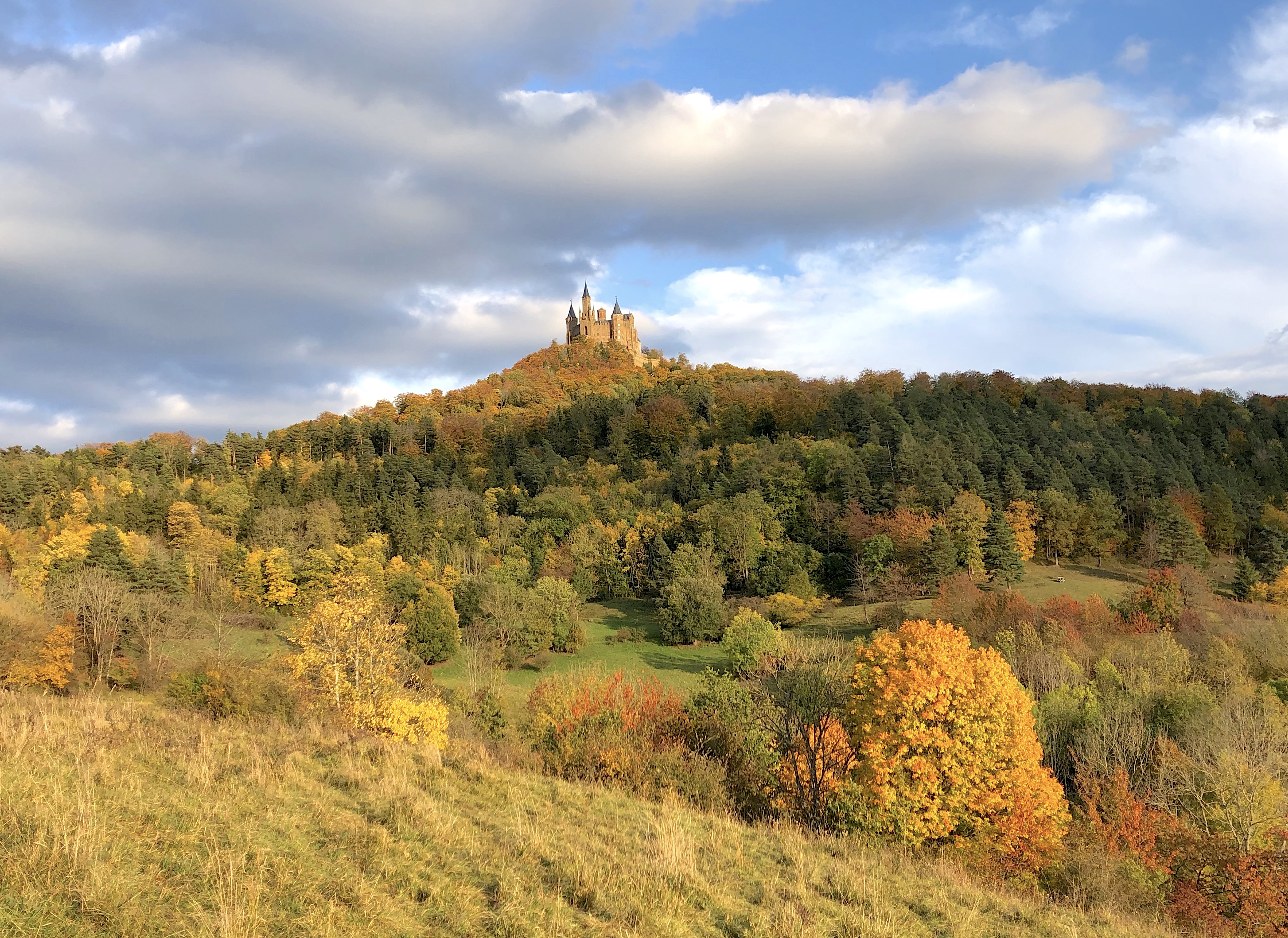
Im Schutzgebiet mit Blick zur „Burg Hohenzollern“ bei Bisingen-Zimmern.

Das Fauna-Flora-Habitat-Gebiet (FFH) Gebiete zwischen Bisingen, Haigerloch und Rosenfeld in Baden-Württemberg wurde 2005 durch das Regierungspräsidium Tübingen angemeldet. Mit Verordnung des Regierungspräsidiums Tübingen zur Festlegung der Gebiete von gemeinschaftlicher Bedeutung vom 5. November 2018 (in Kraft getreten am 11. Januar 2019), wurde das Schutzgebiet ausgewiesen.

## Lage
Das 753 Hektar große Schutzgebiet Gebiete zwischen Bisingen, Haigerloch und Rosenfeld liegt in den Naturräumen Neckar- und Tauber-Gäuplatten und Schwäbisches Keuper-Lias-Land. Das Gebiet liegt vollständig im Zollernalbkreis mit den Gemeinden Bisingen, Geislingen, Grosselfingen, Haigerloch, Hechingen und Rosenfeld. Das Gebiet besteht insgesamt aus 15 Teilgebieten.

## Schutzzweck

### Lebensraumtypen
Folgende Lebensraumtypen nach Anhang I der FFH-Richtlinie kommen im Gebiet vor:
| EU Code | * | Lebensraumtyp (offizielle Bezeichnung)                                                                          | Kurzbezeichnung                              |
| ------- | - | --- | -------------------------------------------- |
| 3260    |   | Flüsse der planaren bis montanen Stufe mit Vegetation des Ranunculion fluitantis und des Callitricho-Batrachion | Fließgewässer mit flutender Wasservegetation |
| 5130    |   | Formationen von Juniperus communis auf Kalkheiden und -rasen                                                    | Wacholderheiden                              |
| 6210    |   | Naturnahe Kalktrockenrasen und deren Verbuschungsstadien (Festuco-Brometalia)                                   | Kalk-Magerrasen                              |
| 6230    | * | Artenreiche montane Borstgrasrasen (und submontan auf dem europäischen Festland) auf Silikatböden               | Artenreiche Borstgrasrasen                   |
| 6410    |   | Pfeifengraswiesen auf kalkreichem Boden, torfigen und tonig-schluffigen Böden (Molinion caeruleae)              | Pfeifengraswiesen                            |
| 6430    |   | Feuchte Hochstaudenfluren der planaren und montanen bis alpinen Stufe                                           | Feuchte Hochstaudenfluren                    |
| 6510    |   | Magere Flachland-Mähwiesen (Alopecurus pratensis, Sanguisorba officinalis)                                      | Magere Flachland-Mähwiesen                   |
| 7140    |   | Übergangs- und Schwingrasenmoore                                                                                | Übergangs- und Schwingrasenmoore             |
| 7220    | * | Kalktuffquellen (Cratoneurion)                                                                                  | Kalktuffquellen                              |
| 7230    |   | Kalkreiche Niedermoore                                                                                          | Kalkreiche Niedermoore                       |
| 8210    |   | Kalkfelsen mit Felsspaltenvegetation                                                                            | Kalkfelsen mit Felsspaltenvegetation         |
| 8310    |   | Nicht touristisch erschlossene Höhlen                                                                           | Höhlen und Balmen                            |
| 9180    | * | Schlucht- und Hangmischwälder Tilio-Acerion                                                                     | Schlucht- und Hangmischwälder                |
| 91E0    | * | Auen-Wälder mit Alnus glutinosa und Fraxinus excelsior (Alno-Padion, Alnion incanae, Salicion albae)            | Auenwälder mit Erle, Esche, Weide            |

### Arteninventar
Folgende Arten von gemeinschaftlichem Interesse kommen im Gebiet vor:
| Bild                   | EU Code | * | Art                    | wissenschaftlicher Name     | Artengruppe           |
| ---------------------- | ------- | - | ---------------------- | --------------------------- | --------------------- |
| Schmale Windelschnecke | 1014    |   | Schmale Windelschnecke | Vertigo angustior           | Schnecken             |
| Kleine Flussmuschel    | 1032    |   | Kleine Flussmuschel    | Unio crassus                | Muscheln              |
| Steinkrebs             | 1093    | * | Steinkrebs             | Austropotamobius torrentium | Krebse                |
| Groppe                 | 1163    |   | Groppe                 | Cottus gobio                | Fische und Rundmäuler |
| Gelbbauchunke          | 1193    |   | Gelbbauchunke          | Bombina variegata           | Amphibien             |
|                        | 1882    |   | Dicke Trespe           | Bromus grossus              | Pflanzen              |

### Zusammenhängende Schutzgebiete
Folgende Naturschutzgebiete sind Bestandteil des FFH-Gebiets:
- Häselteiche
- Warrenberg
- Owinger Bühl
- Stettener Weinberg
- Salenhofweiher
- Breilried
- Zollerhalde
- Hessenbol
- Hohegert

## Weitere FFH-Gebiete in Baden-Württemberg
- Liste der FFH-Gebiete in Baden-Württemberg